# Phylloxera perniciosa
Phylloxera perniciosa är en insektsart som beskrevs av Theodore Pergande 1904. Phylloxera perniciosa ingår i släktet Phylloxera och familjen dvärgbladlöss. Inga underarter finns listade i Catalogue of Life.